# Love & Mercy
Love & Mercy is een Amerikaanse biografische-dramafilm uit 2014, geregisseerd door Bill Pohlad, over Brian Wilson, mede-oprichter en leider van The Beach Boys en zijn worsteling met psychische aandoeningen in de jaren zestig en tachtig. De film is vernoemd naar het gelijknamige nummer van Brian Wilson.

## Verhaal
De film volgt het leven van muzikant-songwriter Brian Wilson, medeoprichter van The Beach Boys. In de jaren 1960 oogstte de jonge Brian Wilson (Paul Dano) grote successen met verschillende grote hits die hij schreef voor The Beach Boys. Na een paniekaanval verlaat hij de concerttoer en duikt de opnamestudio in om Pet Sounds, "het grootste album aller tijden" op te nemen. Ondertussen verliest hij meer en meer grip op de realiteit wanneer stemmen in zijn hoofd de controle overnemen. Later, in de jaren 1980, is Wilson (John Cusack) een gebroken en verwarde man van middelbare leeftijd, onder de medicatie gehouden door zijn therapeut dr. Eugene Landy. Nadat de autoverkoopster Melinda Ledbetter, Wilson ontmoet, probeert ze hem uit de handen van dr. Landy te halen.

## Rolverdeling
| Acteur          | Personage            |
| --------------- | -------------------- |
| John Cusack     | Oudere Brian Wilson  |
| Paul Dano       | Jongere Brian Wilson |
| Elizabeth Banks | Melinda Ledbetter    |
| Paul Giamatti   | Dr. Eugene Landy     |
| Jake Abel       | Mike Love            |
| Brett Davern    | Carl Wilson          |
| Graham Rogers   | Al Jardine           |
| Kenny Wormald   | Dennis Wilson        |
| Nick Gehlfuss   | Bruce Johnston       |
| Bill Camp       | Murry Wilson         |
| Joanna Going    | Audree Wilson        |
| Erin Darke      | Marilyn Wilson       |
| Mike Linett     | Chuck Britz          |
| Johnny Sneed    | Hal Blaine           |
| Teresa Cowles   | Carol Kaye           |
| Jeff Meacham    | Tony Asher           |
| Max Schneider   | Van Dyke Parks       |
| Jonathan Slavin | Phil Spector         |

## Prijzen en nominaties
De belangrijkste
| Jaar | Prijs                    | Categorie                   | Genomineerde(n)                      | Uitslag                   |
| ---- | ------------------------ | --------------------------- | ------------------------------------ | ------------------------- |
| 2016 | Golden Globe             | Beste acteur in een bijrol  | Paul Dano                            | Genomineerd               |
| 2016 | Golden Globe             | Beste filmsong              | "One Kind of Love"                   | Genomineerd               |
| 2016 | Independent Spirit Award | Beste acteur in een bijrol  | Paul Dano                            | Uitreiking op 27 februari |
| 2016 | Satellite Award          | Beste actrice in een bijrol | Elizabeth Banks                      | Uitreiking op 21 februari |
| 2016 | Satellite Award          | Beste acteur in een bijrol  | Paul Dano                            | Uitreiking op 21 februari |
| 2016 | Satellite Award          | Beste origineel script      | Michael Alan Lerner en Oren Moverman | Uitreiking op 21 februari |
| 2016 | Satellite Award          | Beste filmsong              | "One Kind of Love"                   | Uitreiking op 21 februari |

## Productie
De film ontving overwegend positieve kritieken van de filmcritici, met een score van 89% op Rotten Tomatoes.